# 中国人民解放軍駐香港部隊ビル
座標: 北緯22度16分54秒 東経114度9分51秒 / 北緯22.28167度 東経114.16417度
中国人民解放軍駐香港部隊ビル（ちゅうごくじんみんかいほうぐんちゅうホンコンぶたいビル）は、香港・中環にあるビルで、人民解放軍駐香港部隊の司令部が置かれている。

## 概要
所在地は中環愛丁堡廣場2号。テイマー海軍基地の一角に建設され、1979年に完成した。当時の名前はプリンス・オブ・ウェールズビル（中国語: 威爾斯親王大廈、英語: Prince of Wales Building）である。香港返還および譲渡までは駐香港イギリス軍司令部が入っていた。28階建て、高さ113メートル。ビルの付け根が漏斗のような独特の形になっているのは、外部からの侵入を防ぐためとされている。
返還後は、中国人民解放軍へ移管されたが、公式の名称はしばらく変更されないままであった。2000年になって立法会が「軍事施設禁区令」を改正し、2002年1月1日に現在の名称に変更された。